# 마블 좀비즈
《마블 좀비즈》(영어: Marvel Zombies)는 디즈니+에서 2025년 10월부터 방영 예정인 미국의 애니메이션 시리즈이다. 애니메이션 《왓 이프...?》의 스핀오프 작품이며, 마블 시네마틱 유니버스(MCU) 페이즈 5에 포함된다.